# HMS M25
«M25» (англ. HMS M25) був монітором типу M15, який служив під час Першої світової війни. Він також брав участь в британській інтервенції в Росії в 1919 році, і був знищений на річці Північна Двіна 16 вересня 1919 року. 

## Конструкція
Призначений для обстрілів берегових цілей, в якості основного озброєння «M25» одну 9,2-дюймову гармату Mk X, зняту з крейсера типу "Едгар"  HMS Endymion. Крім того, на моніторі встановили 76,2-мм гармату, а також 57-міліметрову зенітку. Корабель мав чотирициліндровий двигун Боліндера потужністю  640 кінських сил, який дозволяв розвивати швидкість до 11 вузлів. Екіпаж складався з 69 офіцерів і матросів. 

## Будівництво
«M25» замовили у березні 1915 року як частину Воєнної надзвичайної  програми з будівництва кораблів. Він була закладена на верфі «Sir Raylton Dixon & Co. Ltd» у березні 1915 року, спущений на воду  24 липня 1915 року та завершений у вересні 1915 року. 

## Історія служби

### Перша світова війна
«M25» служив у Дуврському патрулі з вересня 1915 по червень 1918 року. На початку 1916 року у «M25» було вилучено її основну 9,2-дюймову гармату, яку використали для посилення артилерії на Західному фронті. замість неї була встановлена 7,5-дюймова (190-міліметрова) гармата  BL 7.5-inch Mk III, яка була запасною для загиблого пре-дредноута HMS Triumph. Хоча ці новіші гармати мали менший калібр, але були більш далекобійними, що дозволяло монітору не надто заходити в зону обстрілу німецьких берегових батарей.  

### Росія
Наступною місією «M25» стало надання допомоги експедиційним силам Британії на півночі Росії. Разом із п'ятьма іншими моніторами («M23», «M27», «M31», «M33» та HMS Humber), корабель було відправлено до Мурманська в травні 1919 року.  
У червні 1919 року «M25» прибув до Архангельські і його неглибока осадка дозволила монітору діяти на Північній Двіні для покриття виведення британських сил і Білої армії. «M25» та однотипний «M27» не вдалося відступити вниз за течією, коли рівень річки впав, і 16 вересня 1919 року їх було підірвано командами.